# Straßenradsport-Weltmeisterschaften der Junioren
Unter dem Begriff Straßenradsport-Weltmeisterschaften der Junioren sind im weitesten Sinne die Wettbewerbe zu verstehen, die der Radsport-Weltverband UCI im Straßenradsport zur Ermittlung der Weltmeister in der Kategorie der Junioren bzw. Juniorinnen veranstaltet. Diese finden seit 1975 in wechselnden Veranstaltungsformaten statt. Im engeren Sinne wird der Begriff für diejenigen Veranstaltungen verwendet, in denen die Junioren-Wettbewerbe getrennt von denen für Erwachsene stattfanden (siehe unten).
Im Radsport sind mit Junioren Sportler im Alter von 17 und 18 Jahren gemeint. Das Alter bemisst sich dabei als Differenz zwischen dem Jahr der Veranstaltung und dem Geburtsjahr.

## Geschichte
In den beiden traditionsreichsten Disziplinen des Radsports, Bahn und Straße, gab es bereits seit 1893 (Bahn) bzw. 1921 (Straße) Weltmeisterschaften im Erwachsenenbereich. Die Meisterschaften auf Bahn und Straße fanden dabei traditionell zusammen statt, d. h. im selben Land und in engem zeitlichen Zusammenhang.
Anfang der 1970er Jahre regten der Bund Deutscher Radfahrer und der polnische Radsportverband die Ausrichtung entsprechender Wettbewerbe für den Junioren-Bereich an. Sie bekamen daraufhin für 1973 und 1974 die Ausrichtung „offener Europameisterschaften“ übertragen. Diese gelten als Vorläufer der Junioren-Weltmeisterschaften, da auch Nicht-Europäer am Start waren. Ab 1975 erhielten die Wettkämpfe offiziell den Status von Weltmeisterschaften. Zunächst nur männlichen Junioren zugänglich, kamen 1987 Wettbewerbe für Juniorinnen hinzu.
Von 1975 bis 1996 wurden Junioren-Weltmeisterschaften auf Bahn und Straße jeweils in einer Region als gemeinsame Veranstaltung ausgetragen. 1997 wurden die Straßen-Wettbewerbe in die Straßen-Weltmeisterschaften für Erwachsene integriert, bevor man 2005 bis 2009 zum ursprünglichen Format zurückkehrte. 2010 wurde die Junioren-Straßen-WM zum einzigen Mal als gänzlich eigenständige Veranstaltung durchgeführt, bevor sie wiederum, und diesmal endgültig, in die allgemeinen Straßen-Weltmeisterschaften integriert wurden. Im Gegensatz dazu sind die Bahnradsport-Weltmeisterschaften der Junioren bis heute eine von der Erwachsenen-WM organisatorisch getrennte Veranstaltung geblieben.

## Austragungen

### Offene Europameisterschaften
- 1973:  München
- 1974:  Warschau

### Junioren-Radsport-Weltmeisterschaften
In den untenstehenden Jahren fanden die Straßen-Wettbewerbe für Junioren getrennt von denen der Elite statt, und zwar (mit Ausnahme von 2010) zusammen mit den Bahnradsport-Weltmeisterschaften der Junioren:
- 1975:  Lausanne
- 1976:  Lüttich
- 1977:  Wien
- 1978:  Washington
- 1979:  Buenos Aires
- 1980:  Mexiko-Stadt
- 1981:  Leipzig
- 1982:  Florenz
- 1983:  Wanganui
- 1984:  Beuvron
- 1985:  Stuttgart
- 1986:  Casablanca
- 1987:  Bergamo
- 1988:  Odense
- 1989:  Moskau
- 1990:  Middlesbrough
- 1991:  Colorado Springs
- 1992:  Olympia
- 1993:  Perth
- 1994:  Quito
- 1995:  San Marino /  Forlì
- 1996:  Novo mesto
- 2005:  Oberwart
- 2006:  Spa-Francorchamps
- 2007:  Aguascalientes
- 2008:  Kapstadt
- 2009:  Moskau
- 2010:  Offida

### Straßen-Weltmeisterschaften
Von 1997 bis 2004 und seit 2011 finden die Junioren-Wettkämpfe im Rahmen der Straßenradsport-Weltmeisterschaften statt; siehe dort.

## Palmarès
Die untenstehende Grafik fasst zusammen, welche Wettbewerbe zu welchen Zeitpunkten seit 1973 ausgetragen wurden. Details über die Sieger und Medaillengewinner jeden Wettbewerbs können über den jeweiligen Verweis abgerufen werden. Die Farbe der Balken kennzeichnet das jeweilige Veranstaltungsformat. Die bislang einzige Unterbrechung gab es 2020 aufgrund der Corona-Pandemie.